# Cuñapirú
Cuñapirú és una entitat de població de l'Uruguai, ubicada a l'oest del departament de Rivera, sobre el límit amb el departament de Tacuarembó.
Es troba a 168 metres sobre el nivell del mar. Té una població aproximada de 1.456 habitants.